# 东北抗日暨爱国自卫战争烈士纪念塔

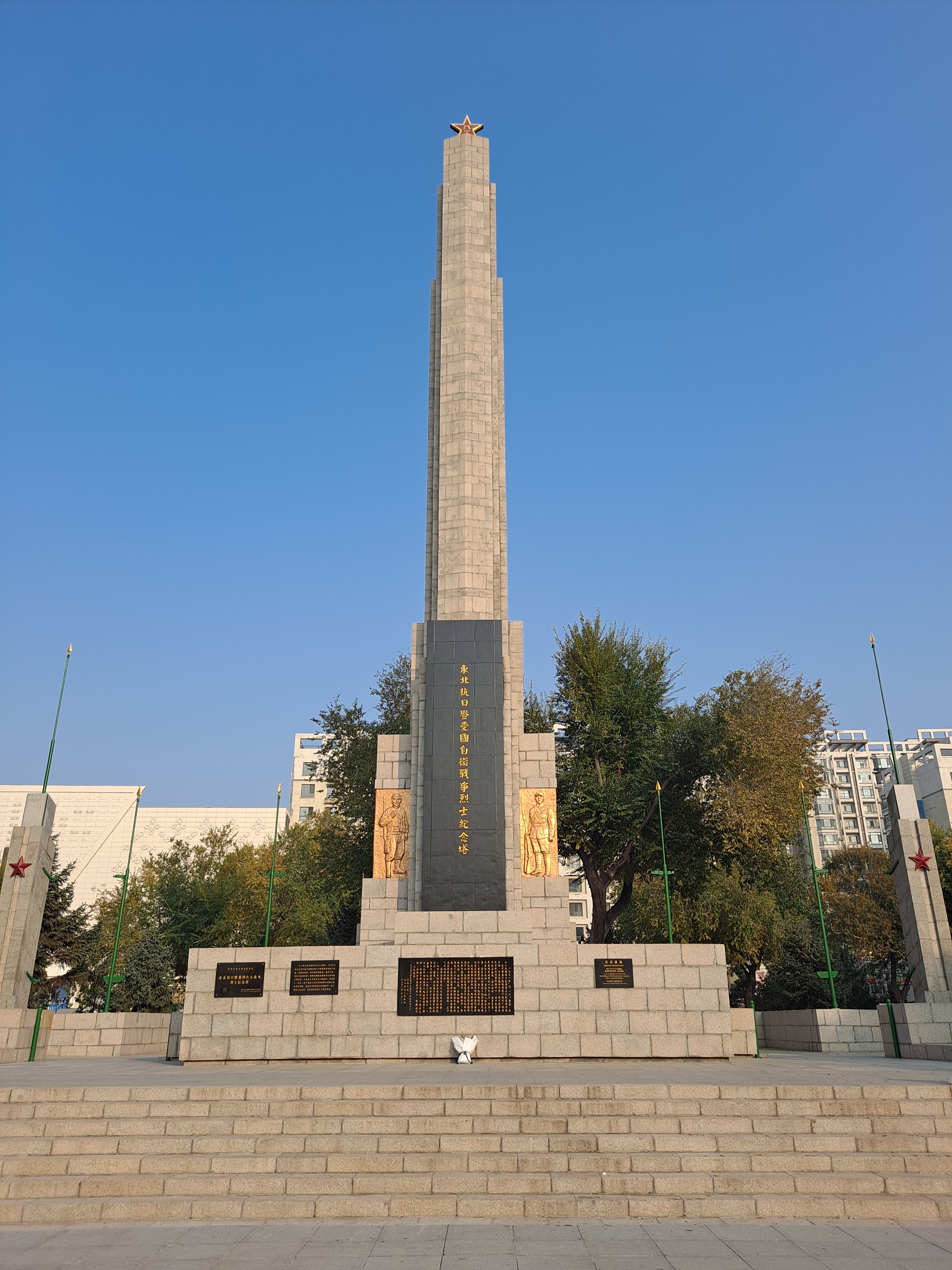
东北抗日暨爱国自卫战争烈士纪念塔

东北抗日暨爱国自卫战争烈士纪念塔，又名东北烈士纪念塔，是黑龍江省文物保護單位之一，位於黑龙江省哈尔滨市道外区。之所以要建立東北烈士紀念塔，是為了紀念隸屬中國共產黨領導下的人民武裝、游擊隊或東北抗日聯軍，且在東北地區為抗日戰爭或第二次國共內戰而陣亡的烈士。東北烈士紀念塔在1947年7月開始修建，翌年10月竣工；紀念塔佔地471平方米，至少高30米，坐北朝南，以花崗岩砌成，構成部分有塔基、主席台和塔身。紀念塔先後進行了多次修繕工程，在1991年1月列入黑龍江省文物保護單位。

## 歷史
第二次國共內戰期間的1946年4月，哈尔滨被中國共產黨接收；同年8月，中國東北地區的中國共產黨控制區域召開各省市代表联席会议，成立东北行政委员会，又通过一些旨在紀念烈士的提议，包括慰问家属、修築纪念碑、编纂事迹、以烈士姓名命名地方。翌年年初，东北行政委员会决定筹建东北抗日暨爱国自卫战争烈士纪念塔，並透過《东北日报》征集纪念塔设计方案。其後，东北行政委员会召开常委会，成立「东北抗日暨爱国自卫战争殉难烈士纪念事业筹备委员会」（东烈纪念筹委会），决定把烈士纪念塔建於八区公园（纪念塔現位於长青公园）。东烈纪念筹委会审查了外界提交的纪念塔设计方案，南斯拉夫工程师米哈伊尔·安德列维奇·巴吉赤（Михаил Андреевич Бакич）的设计获一等奖，哈爾濱市工务局建设科第七方案得二等奖，日本人铃木正雄的方案得三等奖，另有三份方案被評定為佳作。
东北烈士纪念塔的奠基典礼在1947年7月7日於道外區八区广场舉行，由哈尔滨市长刘成栋（後易名刘达）主持；這座纪念塔由此成為黑龍江最早興建的烈士纪念塔，也是中國东北地区首座在第二次國共內戰期間修建的大型纪念塔，旨在纪念隸屬中国共产党领导下的人民武装、游击队或东北抗日联军，且在東北地區為抗日战争或第二次國共內戰而陣亡的烈士。在修建纪念塔的工程中，哈爾濱市工务局工程师李光耀、张德恩、侯晋康等人負責施工技术指导。纪念塔在1948年10月10日竣工，當天举行了揭幕和公祭仪式；东北行政委员会副主席林枫負責主祭，他在典禮上呼籲外界加紧生产、從而促進中国人民解放军在國共內戰的胜利，李立三、周桓、冯仲云則負責陪祭。
纪念塔起初由东北烈士纪念事业管理处负责管理，後來曾經分別交由民政、城市建設、园林等部门來管理；在1983年後，纪念塔由哈尔滨市民政局负责管理与修缮事務，而日常管理工作則交予园林部门下屬的长青公园负责。

## 結構
东北烈士纪念塔至少高30米，佔地471平方米，坐北朝南，以花岗岩砌成；纪念塔呈阶梯式，由塔基、主席台和塔身構成。纪念塔的顶端有一枚木质中國人民解放軍軍徽。塔身正面贴有一塊高7.8米、宽1.9米的黑色花岗石，石塊上刻有书法家韩光甸書寫的「东北抗日暨爱国自卫战争烈士纪念塔」鎏金字樣。塔身东西两侧的底部各有一组淡绿色浮雕，由东北鲁迅艺术学院的苏辉及冯湘生设计；东侧的浮雕描繪手持步枪和手榴弹的战士，寓意著人民軍隊為了保卫东北地区而奋勇杀敌，另一组浮雕刻劃了運送弹药箱和擔架床的民工，寓意民众對軍隊的支持。塔基呈十字形，高1.5米、佔地450平方米，為钢筋混凝土结构；塔基前部設有主席台，用於召开大会。塔基後方有一堵用花岗石築成的矮墙，墙上有十支分布均匀的旗杆。纪念塔两侧各設有对称的小塔。

## 保護
1981年，哈尔滨市人民政府拨款三万人民幣來維修東北烈士紀念塔，修葺了塔身和塔基，更換残缺部分，又清洗花岗石，為纪念塔恢复原貌。此後，纪念塔在1983年、1999年再度進行维修。東北烈士紀念塔在1995年列入哈尔滨市文物保护单位，並在1991年1月成為黑龍江省文物保護單位之一。

## 文化影響
1949年8月15日，东北邮电管理总局发行了一套以东北烈士纪念塔为图案的邮票，紀念日本投降四周年；邮票分別設有红、绿、黄三色，面值各異。同年出厂的纪录片《民主东北》第九辑講述了纪念塔揭幕一事。

## 參註